# Джордж Ленсінг Фокс
Джордж Ленсінг Фокс (англ. George Lansing Fox; 15 березня 1900 р. — 3 лютого 1943 р.) — протестантський міністр-методист, капелан, лейтенант Корпусу капеланів армії Сполучених Штатів. Він був одним з Чотирьох капеланів, який пожертвував своїм життям, щоби врятувати інших солдатів під час потопання військового транспорту «СС Дорчестер» під час Другої світової війни.

## Життєпис
Народився в місті Льюістаун штату Пенсільванія. Був одним з п'яти дітей в родині. У 17 років він утік, щоби приєднатися до армії та служив на Західному фронті під час Першої світової війни як медичний ординатор, і був нагороджений за його гідну службу.
Після війни закінчив навчання у середній школі та працював у Трастовій компанії. Одружився в 1923 р., від цього шлюбу через рік у нього народився син, Уайат Рей.
Навчався у Муді біблійному інституті та Уесліанський університет штату Іллінойс, де завершив навчання в 1931 р.. Після закінчення університету став мандрівним проповідником методистом, займав посади в містах Дауни штату Іллінойс і Рей штату Нью-Гемпшир, перш ніж вступити до Бостонської університетської теологічної школи і стати міністром методистів у 1934 р..
У тому ж році він почав служити у церкві на Топшем Вермонту. Народилася у його сім'ї донька, Марія Єлизавета. Він став державним капеланом і істориком для Американського легіону.
Знову приєднався до армії в 1942 році. Його син був зарахований до корпусу морської піхоти США того ж дня. Приєднався до інших капеланів для служби у Європі, і отримав місце в капеланській школі Гарвардського університету. А у січні 1943 р. він приєднався до них сівши на борт «СС Дорчестер» для поїздки в Європу через Гренландію, і відправився у фатальний шлях.

## Нагороди
1. Воєнний хрест (Франція, 1914–1918)[2]
2. Срібна Зірка (США, 1914—1918)[2]
3. Медаль Перемоги у Першій світовій війні (США, 1914—1918)[2]
4. Пурпурне Серце (США, 1914—1918)[2]
5. Пурпурне Серце (США, 1939—1945)[2]
6. Хрест «За видатні заслуги» (США, 1944)[2]
7. Медаль «Чотирьох капеланів»[en] (США, 1961)[2]
8. Медаль Перемоги у Другій світовій війні (США, 1939—1945)[2]

## Загибель
Наприкінці 1942 р. він був переведений в табір Мейлз Стендіш в Таунтон штату Массачусетс, і навчався у Школі капеланів при Гарвардському університеті. Там він познайомився з колегами капелланами Олександром Девідом Гудом, Джоном Патріком Вашингтоном та Кларком Вандерсалом Полінгом. У січні 1943 р. капелани вступили на борт судна «СС Дорчестер», що через Ґренландію мав переправити понад 900 солдатів до Сполученого Королівства.
2 лютого 1943 р. німецький підводний човен U-223 на ходу влучив у корабель поціливши торпедою, що вдарила у судно «СС Дорчестер» після опівночі. Сотні чоловіків поспішили на рятувальні шлюпки, хоча деякі рятувальні човни були пошкоджені. А четверо капеланів почали організовувати порятунок наляканих новобранців, солдат. Капелани роздавали рятувальні жилети, і кожен з капеланів віддав іншим солдатам свої рятувальні жилети через нестачу. Коли не вистачило човнів для спасіння, капелани молилися з тими, хто не міг уникнути занурення корабля. Через 27 хвилин після удару торпеди, судно «СС Дорчестер» затонуло, хоча на борту залишалося 672 особи. Останні, хто бачив чотири капелани свідчили, що ті стояли взявшись за руки у молитві разом.

## Вшанування
Чотири капелани були нагороджені Хрестом «За видатні заслуги» у 1944 р. та «Пурпурне Серце», отримали національне визнання за мужність та самопожертву. Капела на їх честь була присвячена 3 лютого 1951 року президентом Гарі С. Труменом в Благодійній баптистській церкві Філадельфії. Медаль «Чотирьох капеланів» була заснована актом Конгресу 14 липня 1960 р., і посмертно була представлена їхніми родинам секретарем армії Уілбером М. Брукером в Форті Майєр штату Вірджинія, 18 січня 1961 р.. Посмертно — Медаль Перемоги у Другій світовій війні.
Пам'ять його відзначається святковим днем разом з іншими чотирма капеланами на літургійному календарі єпископальної церкви США 3 лютого.